# Censimento degli Stati Uniti d'America del 1950
Il censimento degli Stati Uniti d'America del 1950 è stato il diciassettesimo censimento degli Stati Uniti d'America. Il censimento è stato condotto dall'ufficio del censimento degli Stati Uniti d'America, che ha determinato la popolazione residente negli Stati Uniti d'America e altre statistiche alla data del 1º aprile 1950. 
La popolazione è stata conteggiata in 150.697.361 unità, con un incremento del 14,5% rispetto al 1940.